# Curia (Verona)
La Curia di Verona era un complesso facente parte dell'area del Foro della città romana, corrispondente all'odierna Piazza delle Erbe. Dell'edificio rimangono solo alcune strutture, situate all'interno di un ristorante, individuate durante scavi archeologici.

## Storia
La sistemazione della zona ad occidente del Foro si attuò in Età giulio-claudia, nel I secolo, in una zona dove erano sicuramente presenti edifici residenziali espropriati per l'occasione. La Curia rientrò quindi nel vasto piano di monumentalizzazione della Verona romana, di cui la città conserva ancora numerose testimonianze. Il modello che si prese a riferimento per la costruzione del monumento fu la Curia Iulia, costruita a Roma sotto il governo di Augusto. Qui si svolgevano le assemblee dei decurioni che venivano convocate dai magistrati: essi emettevano decreti su iniziativa propria o di qualche cittadino, poi trascritti in tavole che venivano conservate nell'archivio. I decurioni godevano di particolari privilegi e restavano in carica a vita, a meno di non rispondere più ai requisiti necessari per rimanere all'interno dell'ordine.
Tutto questo complesso è stato scoperto sul finire degli anni ottanta durante lavori di ristrutturazione all'interno del ristorante Dodici Apostoli, che portarono ad un approfondito scavo e studio da parte della Soprintendenza per i Beni Archeologici del Veneto. All'interno del ristorante è tutt'oggi possibile vedere una parte delle strutture ritrovate.

## Descrizione
La Curia romana occupava in lunghezza tutto l'isolato prospiciente il Foro di Verona ed era largo 27,50 metri. Essa si articolava in due parti distinte, collegate da un'unica grande struttura di recinzione ancora oggi in parte visibile, alta quasi 6 metri e scandita da lesene di ordine tuscanico.
Nella parte a Sud si collocava la Curia vera e propria mentre verso Nord si trovava una terrazza caratterizzata da una sorta di orchestra aperta verso Sud e circondata da un paio di gradini, dove probabilmente si svolgevano le votazioni dei rappresentanti del popolo per l'elezione dei magistrati e dei sacerdoti. Quest'ultima parte, sopraelevata rispetto al piano stradale ma più bassa rispetto al livello dell'edificio della Curia, presentava una ricca pavimentazione: essa era rivestita in lastre di marmo bianco e lastre più piccole di marmi bianchi e policromi. Ai due lati di questa pavimentazione in marmo si trovavano due corsie ribassate e lastricate in calcare che, probabilmente tramite rampe, collegavano questo spazio ai due fianchi porticati della Curia.
Come anticipato, a Sud di questa terrazza si trovava la Curia vera e propria, rialzata su un podio realizzato in opera mista. L'edificio si compone di un deambulatorio perimetrale ad U coperto a volta. Questo deambulatorio conteneva il corpo principale, composto da sette vani: uno centrale di più ampie dimensioni, dove erano presenti ai due lati gradoni su cui erano collocati i seggi mobili dei decurioni e dei magistrati, tre vani più piccoli disposti a Nord di questo e tre a Sud. La facciata principale era rivolta verso Sud e l'accesso avveniva tramite una gradinata. Questa grande gradinata era interrotta nella parte più bassa da un ripiano su cui si affacciavano delle porte con cornici decorate, che davano accesso ad un criptoportico e ad alcune camere.